# Seminole (Texas)
Seminole település az Amerikai Egyesült Államok Texas államában, Gaines megyében, melynek megyeszékhelye is. Lakosainak száma 6988 fő (2020. április 1.).

## Népesség
A település népességének változása:

| 2010 | 6 430 |
| 2020 | 6 988 |